# Кирило II Флоринський
Кирило II Флоринський (*початок XVIII століття — †9 січня 1744, Троїце-Сергієва лавра) — український релігійний та освітній діяч в добу Гетьманщини, ректор Московської слов'яно-греко-латинської академії, письменник-полеміст, архімандрит.

## Біографія
Представник відгалуження роду Флоринських.
Вищу освіту здобув у Києво-Могилянській академії.
3 1729 року навчався в Німеччині.
3 1732 — викладач піїтики Харківського колегіуму, згодом — його префект.
В 1736 році емігрує на Московщину, де стає професором богослов'я та префектом Московської слов'яно-греко-латинської академії. Керував Московським Заіконоспаським монастирем. У 1737 році очолив Московський Симонів монастир.
У 1741-1742 роках — ректор Московської слов'яно-греко-латинської академії. У 1742 році — архімандрит Троїце-Сергієвої лаври, де у 1744 відкрив семінарію.
Автор полемічного твору «Богословие положительное и полемическое, преподанное в Московской академии», спрямованого проти католиків і протестантів, написаного під впливом ідей С. Яворського. Був особисто знайомий з Г. Сковородою. Про це свідчить, посилаючись на родинні перекази, філософ i вчений П. О. Флоренський.